# 克爾角 (丹科海岸)
克爾角（英語：Kerr Point），是南極洲的海岬，位於葛拉漢地的丹科海岸，處於喬治斯角東南面4公里的龍格島東部，由比利時探險隊繪入地圖，現時由南極條約體系管理。